# Bajos de Haina
Bajos de Haina – miasto w Dominikanie w prowincji San Cristóbal. 
W 2010 roku liczba mieszkańców wyniosła 83 582.